# Jan van de Velde II

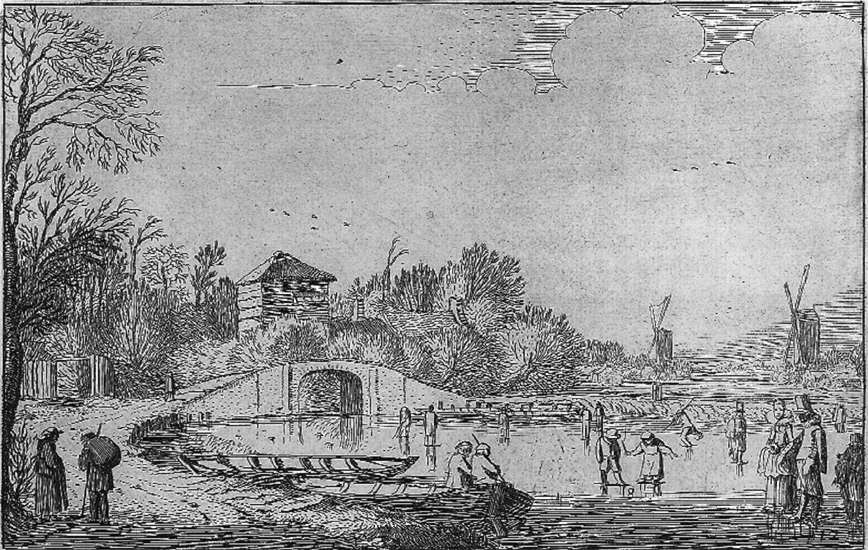
Pattinatori su un fiume (1616)

Jan van de Velde II,  o Veldius (Delft o Rotterdam, 1593 – Enkhuizen, 24 ottobre 1641  (sepolto il 4 novembre)), è stato un incisore, pittore, disegnatore ed editore olandese del secolo d'oro.

## Biografia

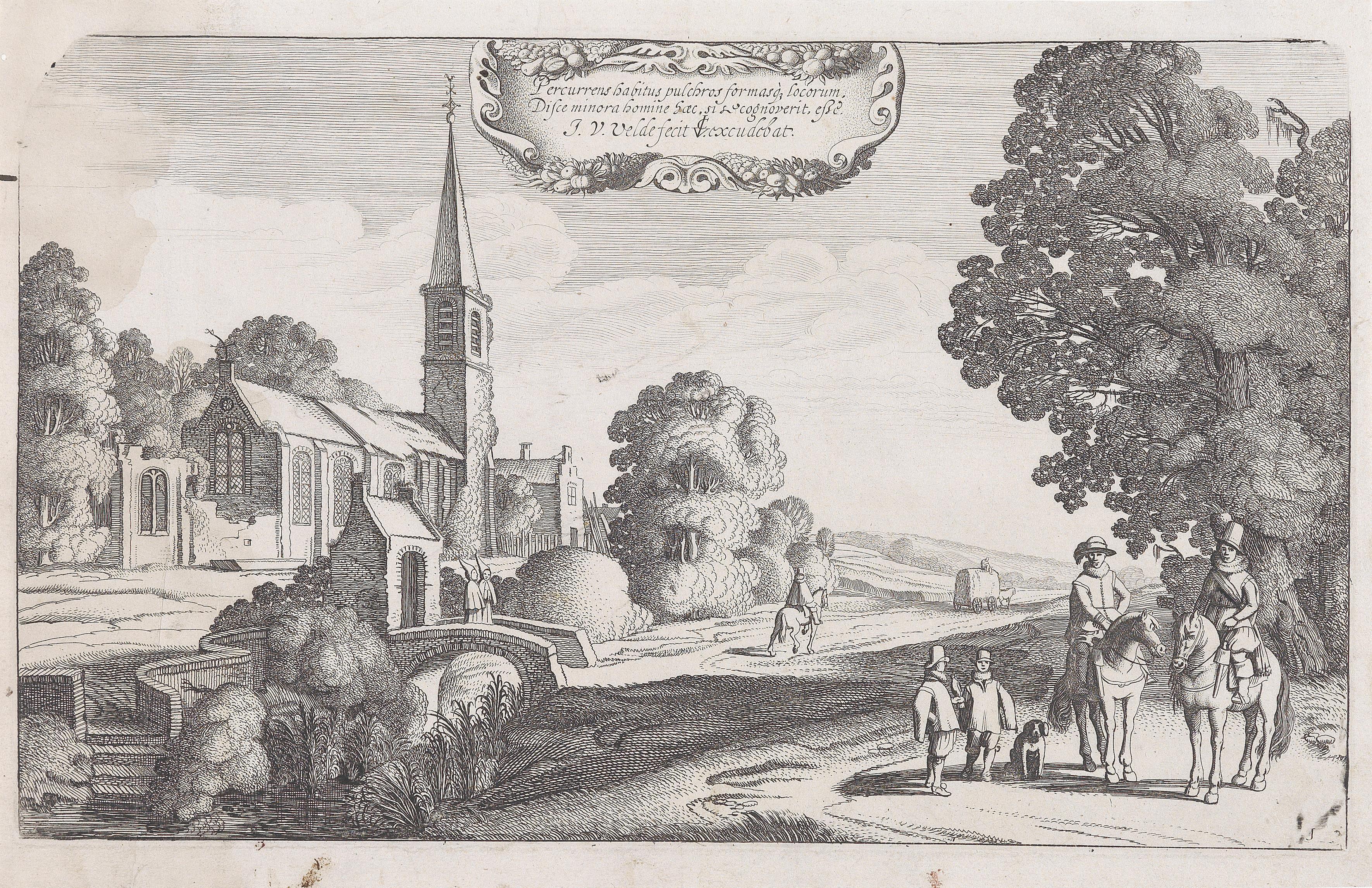
Strada nei pressi di una chiesa (1620 circa)

Figlio di Jan van de Velde, padre di Jan van de Velde III e nipote di Esaias van de Velde, trascorse la giovinezza a Rotterdam e fu allievo di Jacob Matham a Haarlem. In questa città iniziò la sua carriera artistica, divenendo membro della locale Corporazione di San Luca nel 1614. Nel 1618 operò ad Enkhuizen, mentre nel 1626 si trovava a Haarlem: divenne infatti membro della Chiesa Calvinista in quell'anno. Nel 1636 si trasferì ad Enkhuizen, dove rimase fino al 1641. Viaggiò attraverso la regione del Basso Reno lungo il fiume Niers, fermandosi a Schenkenschans, nei pressi di Kleve e a Düren.
Si dedicò principalmente alla rappresentazione di paesaggi, in particolare invernali, soggetti religiosi e di genere, spesso ritraenti contadini, architetture, interni e ritratti. È noto soprattutto come incisore, ma fu anche attivo come pittore. Purtroppo i suoi dipinti sono di difficile identificazione: solo un paesaggio invernale di forma ovale e firmato con il monogramma IVV gli è stato attribuito. Produsse, inoltre, in serie stampe, fin dagli inizi della sua carriera, creando un proprio marchio come stampatore.  Realizzò anche stampe di devozione. Fu tra gli incisori più prolifici di Haarlem, realizzando, già nel 1617, più di un centinaio di paesaggi, ponendo l'accento su dettagli naturalistici e strutturando semplicemente le composizioni.  Eseguì, inoltre, più di cinquanta ritratti, scene di genere e illustrazioni di libri. Nella fase più avanzata della sua carriera, produsse anche incisioni basandosi su opere di altri artisti, tra cui quelle del cugino Esaias van de Velde II. Contribuì a creare, assieme ad altri artisti che operavano a Haarlem, il tipico paesaggio olandese del XVII secolo, mettendone in evidenza caratteristiche, precedentemente ignorate.
Si formarono alla sua scuola Willem Akersloot, Cornelis Goutsbloem, Cornelis van Kittensteyn e Jan van de Velde III. Le sue opere influenzarono Esaias van de Velde e Rembrandt.

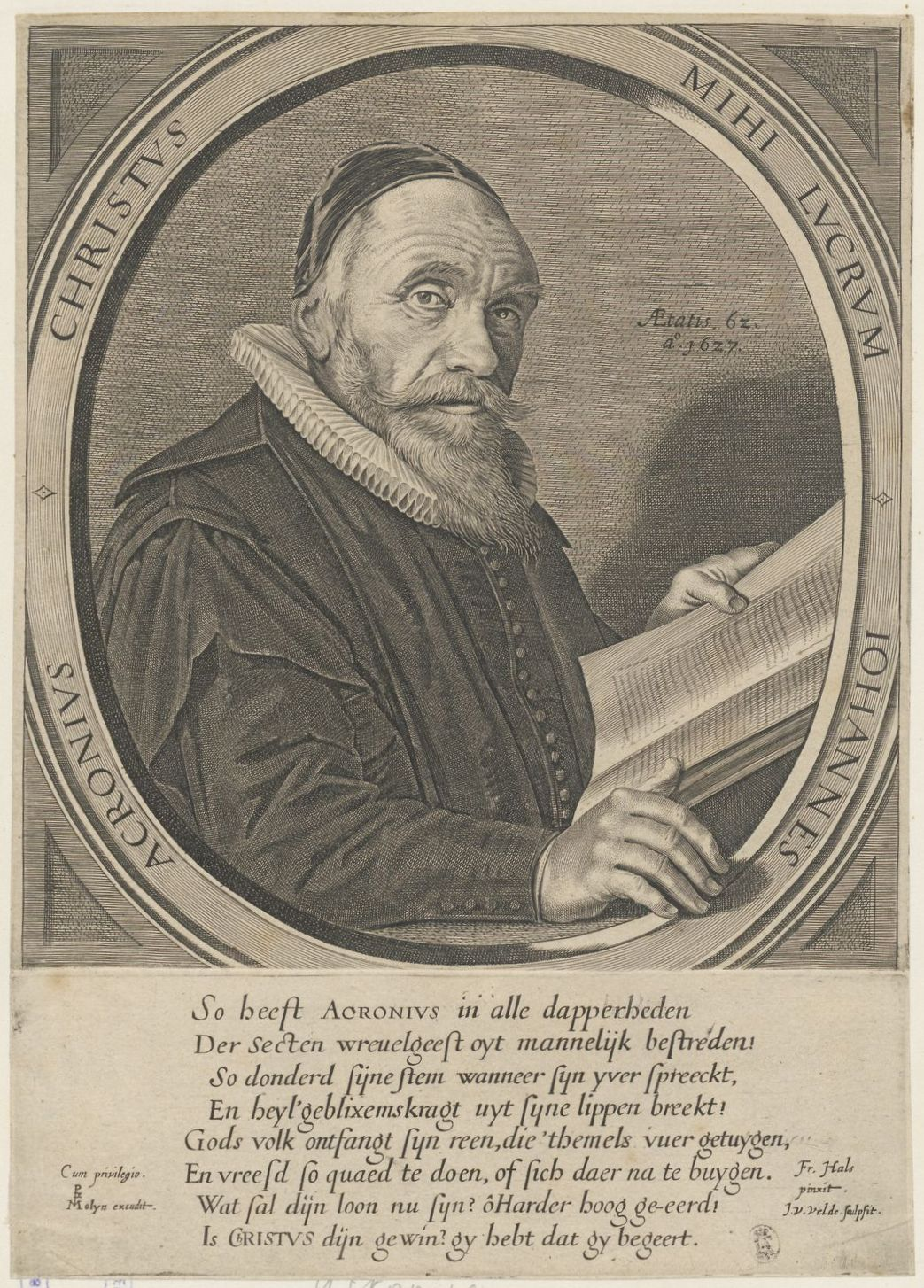
Ritratto di Johannes Acronius da un dipinto di Frans Hals (1627)

## Opere
- Paesaggio invernale, olio su tavola, 9,1 x 11,5 cm, firmato in basso al centro 'I.V.V., 1620-1630, Rijksmuseum, Amsterdam[5]
- Pattinatori su un fiume, incisione, 120 x 188 mm, 1616, Rijksmuseum, Amsterdam[4]
- Paesaggio con figure su una strada, penna e inchiostro marrone e acquarello marrone, 146 x 187 mm, 1610 circa, Museum of Fine Arts, Boston[6]
- Ritratto di Petrus Scriverius, incisione, 266 x 155 mm, 1626, Metropolitan Museum of Art, New York[7]
- Strada nei pressi di una chiesa, incisione da Esaias van de Velde, 19,2 x 31,5 cm, 1620
- Giovedì di Carnevale, incisione da Pieter Molijn, 21,8 x 16,8 cm[8]
- Strada di villaggio, incisione, 1617[9]
- Ritratto di Carlo I del Liechtenstein, incisione[10]